# Jan van Charolais

Wapenschild van Jan van Charolais

Jan van Charolais (1283-1316) was een middeleeuwse heer van Charolais. Hij staat ook bekend onder de naam Jan van Clermont.
Hij was de zoon van Robert van Clermont, graaf van Clermont, en Beatrix van Bourgondië, vrouwe van  Bourbon. Hij nam deel aan de zogenaamde "Vlaamse oorlogen" onder koning Filips IV en vocht onder andere op de Slag bij Bulskamp in 1297 en de Guldensporenslag in 1302. In 1309 trouwde hij met Johanna van Dargies en kreeg samen met haar de volgende kinderen:
- Beatrix (1311-1364), vrouwe van Charolais, getrouwd met Jan I van Armagnac
- Johanna (rond 1314-1388), vrouwe van Saint-Just, getrouwd met Jan I van Auvergne

Jan van Charolais stond op het punt ten strijde te trekken in het Heilige Land, toen hij stierf in 1316.